# Гулямы хазарского происхождения
Гулямы хазарского происхождения — выходцы из Хазарского каганата и сопредельных земель, служившие в личной гвардии Аббасидских халифов. Гулямы являлись одними из самых лояльных, преданных и боеспособных воинских подразделений Арабского халифата. Они также входили в другую арабскую военную систему — wala («клиентела, патронат»).

## Гулямы

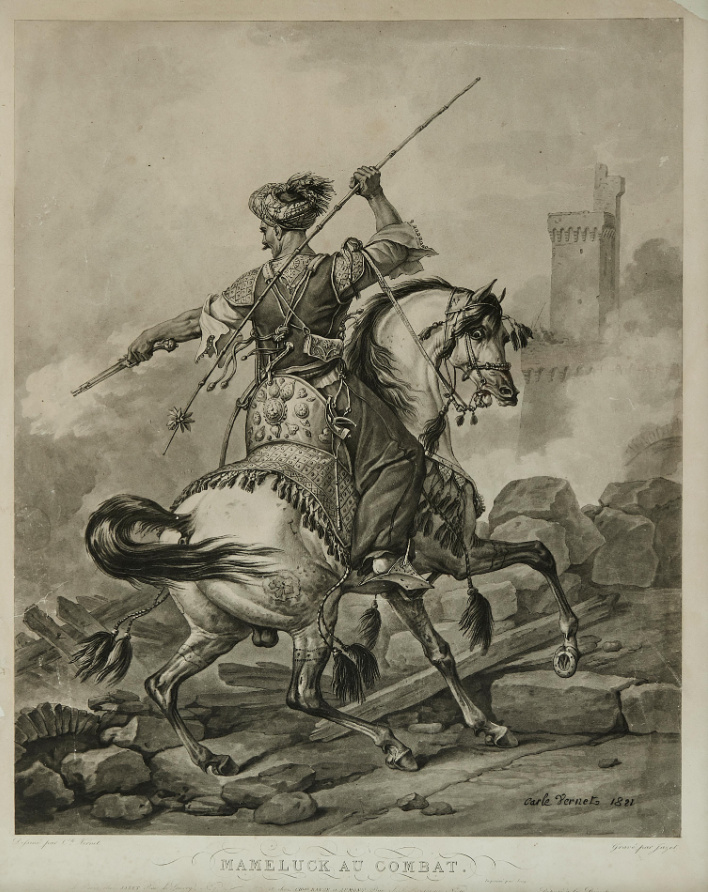
Мамлюк-кавалерист. Картина 1810 года.

Гулям — gulam (мн.ч. gilman), «юноша, слуга, раб», восходит к иранской (согдийской) традиции, такой как cakar — «слуга, подмастерье, прислуга» и относился к институту личной гвардии, известной в Иране задолго до появления института гулямов у халифов (есть другое мнение М.Гордон). Многие известные историки склоняются к мнению, что преимущественно сасанидские отряды всадников, служившие арабам, привнесли в ранне-мусульманские военные структуры институт личных слуг, именуемые как гулям и мамлюк. Под названием «гулям» в халифате не всегда обозначался несвободный человек — воин, гулямы очень часто после покупки отпускались на волю и включались в другую военную систему клиентелы — wala. Другая интерпретация слова «гулям» — личная, рабская преданность господину, нечто вроде вассальной, «политической зависимости». Конечно, большинство гулямов попадали в исламский мир рабами, из тюркской Евразии, но были и другие, такие как выдающийся военно-политический деятель халифата ферганец аль-Афшин. Такими свободными гулямами, из воинов-профессионалов Мавераннахра (Трансоксании) в Центральной Азии, также наравне с невольниками из тюркской Евразии формировался институт личной гвардии халифов, своеобразный «иностранный легион».

### Гулямы у Аббасидов
Изначально тюрки-гулямы стали являться определённой военно-политической силой и участвовать во внутренних и внешних делах халифата. Были вовлечены в междоусобную борьбу сыновей халифа Харуна ар-Рашида, и сыграли неоднозначную роль во всей истории империи. Первым из халифов, собравшим вокруг себя тюрок гулямов, был халиф аль-Ма’мун (прав. 813—833 гг.) во времена борьбы со своим братом аль-Амином (прав.809—813 гг.) за власть в государстве. Затем его брат ал-Му’тасим (прав. 833—842 гг.) создал из тюрков гулямов личную гвардию численностью в четыре тысячи воинов.
Гулямы не должны были входить ни в какие социальные контакты с местным населением, особенно при халифе ал-Му’тасиме. Местное население недолюбливало их, им приходилось селиться в отдельных, построенных только для них посёлках. Эти наделы разделялись по этнической принадлежности отрядов гулямов. Женились гулямы на рабынях, специально привезённых для них халифами.

### Гулямы-хазары у халифов
Источники о гулямах хазарского происхождения очень фрагментарны. Есть сведения, что в халифской армии присутствовало хазарское войско (осада Амида 767 г). Также есть исторические данные об участии хазар гулямов в восстании рабов в Харране. Имеются упоминания о хазарских гулямах в связи с их участием в битве с повстанцами-карматами около ал-Кадисийи в 906 г.: «они (хазары) оставались непоколебимы и сражались до смерти, нанося огромные потери карматам».
Институт гулямов разделялся на разные этнические группировки: тюркская, магрибская, иранская и т. д. Также существовала группа под названием шакиры — cakar (наёмники), которая имела особую этническую базу, и применялась халифами для контроля и сдерживания тюркских групп. Хазары входили в тюркскую группировку наравне с тюрками ферганцами, огузами, карлуками и тогуз-огузами.
Хазарские гулямы играли видную роль в политике халифата. Не совсем ясно, были ли эти гулямы этническими хазарами, или просто были тюрками, привезёнными с территории Хазарии в Халифат, но их имена были связаны с нисбой ал-Хазари («хазарин») или ат-Турки («тюрок»). Абу Са‘д ас-Сам‘ани, называя имена нескольких знатных мусульман, указывает на их хазарское происхождение. Все имена не тюркские, что подтверждает, насколько хорошо тюрки — хазары адаптировались в арабской среде. Есть также сведения и о других хазарах гулямах:
- Багу или Буге нанят или приобретён в царствование ал-Ма’муна.
- Итах или Инак ат-Тюрки (начал службу в 815 г.). Багу и Итах стали командирами хазарского контингента в армии халифов. Со временем Итах был назначен наместником Йемена (839—844 гг.), а позже стал наместником в Египте (844-?). Он получил чин хаджиба (камергер), который потерял из-за пьяной ссоры с халифом ал-Мутаваккилом (847—861 гг.) Был отправлен в хадж, в его отсутствие пост был отдан другому. Вернувшись, был посажен в тюрьму, где и умер от голода в 849 г.
- Буга ал-Кабир военачальник, одержавший победу над соплеменниками хазарами на Кавказе в 851 г.. Был смещён с должности и отозван с театра военных действий Кавказа, подозревался халифом после доноса в общении с родственными хазарами. Он умер в 11 джумада 248/2-30 августа 862 г. в возрасте 90 лет.
- Муса б. Буга, сын Буги ал-Кабира, унаследовал должности отца.
- Утамиш близкий родственник Буги, и предположительно хазарин. Вместе с Бугой управлял делами во времена халифа ал-Муста’ина (прав.862-866 гг.), и стал его вазиром. Был убит простым тюрком за задержку жалования. По другим сведением, после заговора против него сыновьями Буги аль-Кабира Мусой и Мухаммадом (чит. ас-Сули).
- Мухаммад б. Буга был убит по повелению халифа Биллах ал-Мухтади (прав.869-870 гг.) во времена беспокойных правлений в халифате.
- Исхак б. Кундаджик. Его полное имя Исхак ибн Кундадж ал-Хазари. Высокопоставленный член хазарской группировки гулямов, его род утвердился на службе у халифов с начала VIII в. Известный командующий войсками арабского халифата конца IX в., по происхождению тоже из хазар. Был правителем Арабского халифата в Египте и Сирии. Участвовал во многих дворцовых интригах на стороне ал-Муваффака против халифа. Судя по косвенным данным, был родом из хазарского города Беленджера, (ум.891 г.).
- Сима ал-Хазари был незнатным, но смелым воином в войсках халифа в начале X века.

После ослабления Хазарского каганата, после серии рейдов руси, влияние хазарских гулямов на службе у халифов завершилось. Старая тюркско-хазарская элита и её наследники не котировались более в числе влиятельных лиц Халифата. Их место заняли новые группы тюрок, попавшие в Халифат из Ирана в середине X в. с помощью дайламитов (дейлемитов).

### Гулямы на службе в Византии
Есть упоминания у мусульманских историков о хазарских воинах-профессионалах и в византийской армии. Когда о них пишут византийские историки, этих гулямов связывают с личным гвардейским войском правителя. Ибн Руста утверждает, что на службе у Византии находились 10 000 гулямов — хазар и тюрков, он также отмечает присутствие хазарских лучников. У Льва VI (прав. 886—912 гг.) была личная гвардия из воинов-хазар, и эта гвардия воевала (894 г.) в составе византийских войск в битве с болгарским царем Симеоном и в ходе экспедиции в Италию в 935 г. Во времена Константина VII Багрянородного (прав. 945—959 гг.), описывается некий смелый и отчаянный хазарин Тузник, командир хазарской гвардии (ra’is al-Khazariyya).

## Институт гулямов в Хазарии
Подобная структура как минимум с сер. IX века также существовала и в Хазарском каганате, это было постоянное конное войско из хорезмийских иммигрантов-мусульман Ал-ларисия. Свою службу они несли по взаимному соглашению, и никогда не сливались с остальной хазарской армией.  В то же время в каганате находились наёмные дружины славян и русов. Общая структура наёмных войск в Хазарии мало чем отличалась от структуры института гулямов у халифов.